# Alianza de Partidos y Fuerzas Populares
La Alianza de Partidos y Fuerzas Populares fue una alianza política y electoral chilena conformada en 1958, congregando a sectores políticos o gremiales que respaldaban la candidatura presidencial de Jorge Alessandri Rodríguez.

## Historia
Tras la elección de Alessandri como presidente, la Alianza de Partidos y Fuerzas Populares se constituyó oficialmente el 4 de noviembre de 1958, estableciendo a Arturo Olavarría Bravo como su presidente, a Óscar Vargas Padilla como secretario general y a Raúl Barbosa como secretario de prensa y propaganda. Estaba integrada por el Partido Radical Doctrinario, Partido Social Cristiano, Partido Agrario Laborista Recuperacionista, Movimiento Nacional del Pueblo (MONAP) y el Movimiento Republicano. Fue la contraparte del Bloque de Saneamiento Democrático.
Una vez electo Alessandri, esta combinación política no tuvo mucha notoriedad y tampoco participó en su gobierno, lo cual llevó a su disolución en mayo de 1959 (seis meses después de la asunción de Alessandri), con el disgusto de sus miembros, debido a la falta de interés evidenciada por el presidente de la República hacia dichas agrupaciones.
Tras la disolución de la alianza, sus partidos integrantes corrieron diversa suerte: el Partido Radical Doctrinario entró a formar parte del Partido Democrático Nacional (PADENA); el Partido Social Cristiano se integró al Partido Conservador Unido, mientras que las demás agrupaciones desaparecieron o mantuvieron un bajo perfil.